# Cario (mitología)
Cario (en griego, Κάριος, Kários), en la mitología griega, fue hijo de Zeus y de Torrebia. El nombre de su madre está conectado con Torrebo, una ciudad de Lidia, en el Asia Menor. Según Helánico de Mitilene, cerca de la ciudad, en la montaña llamada Cario (Karios), se encontraba el santuario de Cario. 
Nicolás Damasceno relata la historia de que, cuando Cario vagaba por un lago que más tarde recibiría el nombre de Torrebis, oyó las voces de ninfas cantando, que Nicolás recalca que también eran llamadas musas por los lidios. Cario aprendió la música de ellas, y la enseñó a los lidios. Este tipo de música fue conocida como "canciones torrebianas".
Cario ("de Caria") fue también un apelativo del propio Zeus, bajo el cual, fue venerado en Milasa. y otras ciudades como Panamara y Labraunda. En esta última localidad de Caria, se le adoraba como Zeus Labraundo, que era representado sujetando con su mano izquierda un hacha de doble filo (labrys) y un cetro o lanza en la derecha. Llevaba también un pectoral con tres hileras de pechos postizos. Está relacionado con el dios hurrita del cielo y la tormenta, Teshub.